# Famille Buysse
 (avril 2022).
Si vous disposez d'ouvrages ou d'articles de référence ou si vous connaissez des sites web de qualité traitant du thème abordé ici, merci de compléter l'article en donnant les références utiles à sa vérifiabilité et en les liant à la section « Notes et références ».
Pour les articles homonymes, voir Buysse.
La famille Buysse est une famille appartenant à la noblesse belge depuis le XXe siècle.

## Histoire
Le lignage commence avec Pierre Buysse dont le fils Louis Buysse est né le 26 mars 1798. Les descendants sont devenus politiciens, écrivains, peintres, universitaires et ont fondé des entreprises.
Par arrêté royal du 21 juillet 1932, l'écrivain Cyriel Buysse (1859-1932) se voit accorder la noblesse héréditaire avec le titre de baron transmis par primogéniture. Comme il est décédé quatre jours plus tard, il n'a pas pu lever les lettres patentes de noblesse. Ce sera donc sa veuve, Nelly Dyserinck (1863-1944), qui sera anoblie le 9 octobre 1934, au même titre que son mari afin de pouvoir le transmette à leur fils. Cette branche de la lignée s'est éteinte avec leur petit-fils le Baron Guy Buysse (1937-1981).
Le 30 juillet 1951, un cousin de Cyriel Buysse, Alfred Buysse, est anobli. Cette branche vit toujours. En 2022, cinq descendants mâles étaient encore vivants, nés entre 1960 et 2006.

## Généalogie
Louis Buysse (1798-1858)
- Louis Buysse (1830-1901), a épousé Paule Loveling (1832-1909) sœur des écrivains Rosalie et Virginie Loveling
  - Cyriel Buysse (1859-1932), écrivain ; a épousé Nelly Dyserinck (1863-1944) en 1896
    - Baron René Cyriel Buysse (1897-1969), industriel; a épousé en 1936 Maddy Nerincx (1908-2000)
      - Baron Guy Cyriel Buysse (1937-1981), secrétaire d'ambassade
      - Nadine Sylvie Buysse, éc. (1939-2022), homéopathe et nutritionniste

  - Arthur Buysse (1864-1926), avocat et député
  - Alice Buysse (1868-1963), conseillère municipale de Gand et militante des droits des animaux
- Augustin Buyssé (1832-1920)
  - Léon- Georges Buysse (1864-1916) peintre et industriel; a épousé Marthe Baertsoen (1868-1916), sœur du peintre Albert Baertsoen
    - Alfred Albert George Buysse, éc. (1892-1957), fondateur et président du conseil d'administration NV Textilia, volontaire de guerre, détenteur de la médaille de guerre du général Eisenhower; a épousé Gilberte Tibbaut (1896-1959), fille du Baron Emile Tibbaut
      - Liliane Buysse, éc. (1923); épouse de Joe de la Kethulle de Ryhove, éc. (1920-1993)
      - Georges Émile Louis Buysse, éc. (1924-1997), peintre, conseiller artistique, directeur NV Textilia, volontaire de guerre, chevalier de l'ordre de Léopold II, détenteur de l'étoile France-Allemagne et de la médaille de la résistance
        - Alexandre Buysse , éc. (1960), Professeur des universités à Québec, Metteur en scène, Chef de famille
          - Jean-Sébastien Buysse, éc. (1993)
          - Émilie Buysse, éc. (1996)
          - Jacques-Théodore Buysse, éc. (2000)
          - Gabriel Buysse, éc. (2006)

      - Monique Buysse, éc. (1926-2014) ; a épousé en 1967 Walram comte de Borchgrave d'Altena (1906-1969), officier, détenteur de la médaille de la résistance
      - Donald Buysse, éc. (1930-1997)
        - Olivier Buysse, éc. (1961)
        - Isabelle Buysse, éc. (1963)

## Pour approfondir